# Клубень

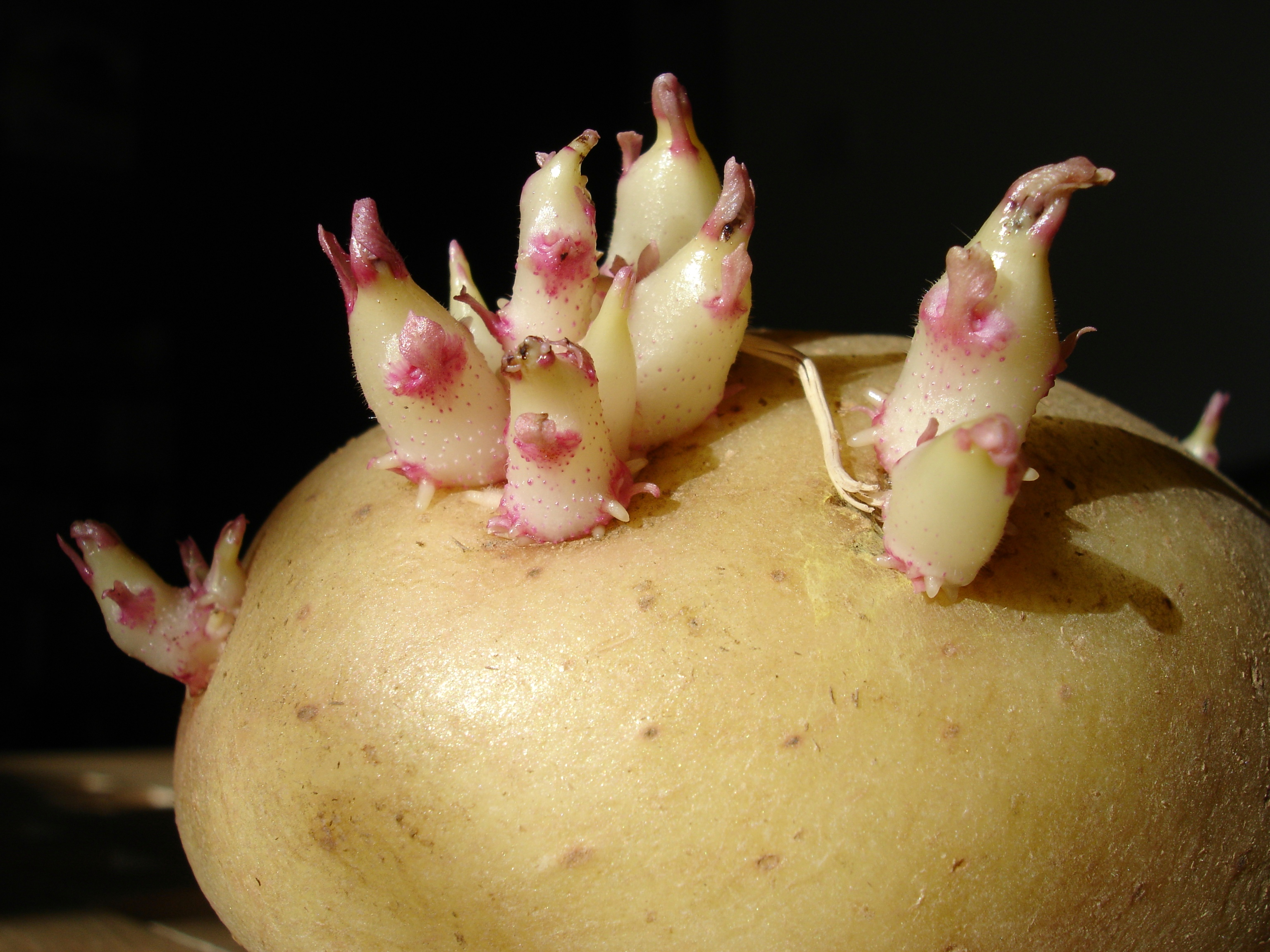
Клубень картофеля (Solanum tuberosum) с развивающимися из пазушных почек молодыми боковыми побегами

Клу́бень (лат. túber) — видоизменённый укороченный побег растения, имеющий более или менее шаровидную форму в результате разрастания одного или нескольких междоузлий и с редуцированными листьями. Клубни развиваются, как правило, на концах столонов — боковых вытянутых побегов корневища. Используются растениями для запасания питательных веществ и воды, для бесполого размножения, а также для выживания зимой и в засушливые месяцы. В клубнях запасаются нутриенты и энергия для роста в следующий вегетационный период. Клетки в клубнях содержат большое количество амилопластов — особых пластид, способных запасать крахмал (подвергать молекулы глюкозы полимеризации), а также осуществлять «разборку» крахмала обратно в мономеры — молекулы глюкозы. Амилопласты под действием света могут превращаться в хлоропласты — потому например зеленеют клубни картофеля, если они лежат под солнечным светом.
Как и на большинстве вегетативных побегов, на клубне можно обнаружить пазушные почки (у картофеля их обычно называют «глазки»). Клубни содержат богатые запасы питательных веществ, в основном крахмала.

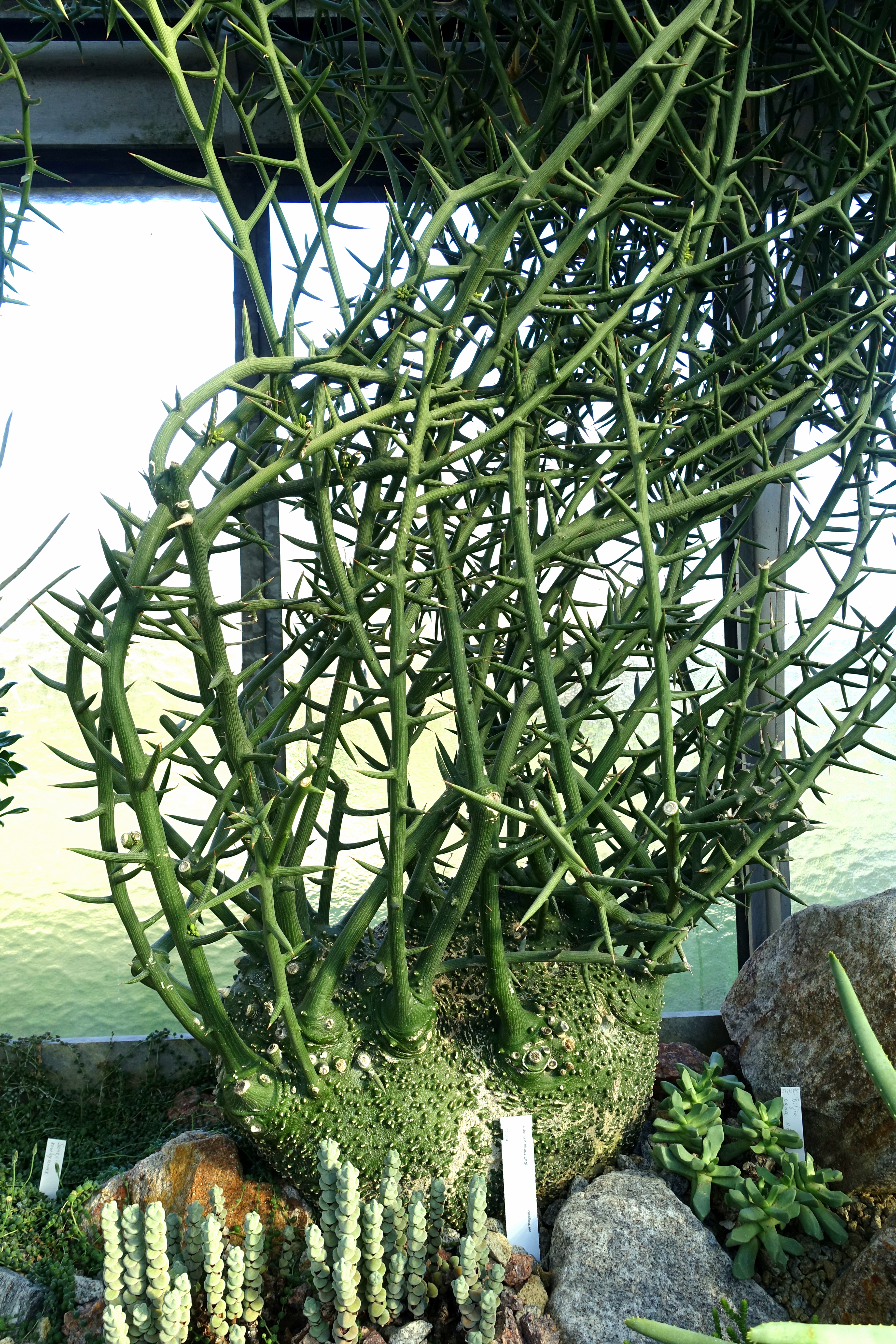
Клубневидное основание представителя рода Адения, которое дает начало вьющимся колючим ветвям

Человек использует в пищу клубни ряда растений, например, картофеля, топинамбура. С клубнями не следует смешивать корневые клубни, или корнеклубни (утолщённые участки корней, например, у батата).